# Кобресал
Кобресал (на испански: Cobresal), е чилийски професионален футболен отбор от миньорския град Ел Салвадор, регион Атакама. Създаден е на 5 май 1979 г. Играе в чилийската Примера Дивисион. Шампион на Чили в турнира Клаусура през сезон 2014/2015 и носител на Купата на Чили през 1987 г.

## История
Също като Кобрелоа, друг миньорски тим от регион Атакама, името на Кобресал произлиза от „кобре“, испанската дума за мед. Кобресал е създаден като аматьорски отбор, но още в края на същата година подава молба за включване в професионалната втора дивизия. Първият мач в историята на клуба е през месец юни, когато Кобресал побеждава Инкабус де Диего де Алмагро с 3:2, а месец по-късно се състои и първата среща с професионален отбор - равенството 3:3 срещу Кокимбо Унидо. В началото на 1980 г. тимът е приет в първенството на втора дивизия, а в средата на годината е открит стадиона на отбора. Любопитен факт е, че със своите почти 21000 места Естадио Ел Кобре има капацитет, три пъти по-голям от населението на града, което наброява около 7000 души (в миналото то е достигало 24000 души).
През 1982 г. Кобресал е близо до изкачване в Примера Дивисион, завършвайки на шесто място, но в турнира за определяне на отборите, спечелващи промоция, остава на последно място. Все пак година по-късно тимът печели шампионата на втора дивизия и съответно директна промоция. През първия си сезон в елита Кобресал завършва на второ място в Зона Север и се класира за финалната плейофна група, където след три равенства остава на второ място след шампиона Универсидад Католика. През 1986 г. Кобресал за първи път участва в континентален турнир - Копа либертадорес, но без особен успех. През 1987 г. се представя по-добре, завършвайки на първо място в първата групова фаза пред отборите на Коло Коло, Гуарани и Сао Пауло, а във втората групова фаза остава на второ място с еднакъв брой точки, но по-лоша голова разлика от Америка де Кали и отпада. Същата година Кобресал печели Купата на Чили след победа с 2:0 на финала над Коло Коло. През 1988 г. тимът отново завършва на второ място в шампионата, на три точки от шампиона Кобрелоа, другият миньорски отбор от региона. Това са златните години на тима, в чиито редици личат имената на националите Иван Саморано, Рубен Мартинес, Серхио Салгадо (последните двама стават и голмайстори на първенството), както и известният като „Магическата минохвъргачка“ заради мощните си изпълнения на пряк свободен удар и умението да дава дълги пасове Франклин Лобос, който години по-късно е един от 33-мата затрупани (и впоследствие спасени) миньори при миньорската авария в Копиапо. 90-те години на 20 век Кобресал прекарва предимно във втора дивизия. През новия век отборът успява отново да се установи за по-дълго време в Примера дивисион и се състезава в елита без прекъсване от 2002 г., но за сметка на това не постига значими успехи, редувайки по-слаби представяния с участия в плейофната фаза на първенството. Чак в турнира Клаусура на сезон 2014/2015 Кобресал успява да запише голям успех, ставайки шампион с две точки преднина пред Коло Коло.

## Известни бивши футболисти
- Иван Саморано
- Родриго Нуниес
- Роналд Фуентес
- Рубен Мартинес
- Серхио Салгадо
- Франклин Лобос
- Чарлс Арангис

## Успехи
- Примера Дивисион:
  - Вицешампион (1): 2014/2015 К
  - Вицешампион (2): 1984, 1988
- Примера Б:
  - Шампион (2): 1983, 1998
  - Вицешампион (2): 1993, 2001
- Копа Чиле:
  - Носител (1): 1987

## Рекорди
- Най-голяма победа:
  - в Примера Дивисион: 8:1 срещу Провинсиал Осорно, 1991 г.
  - в Примера Б: 8:1 срещу Депортес Линарес, 1998 г.
- Най-голяма загуба:
  - в Примера Дивисион: 7:0 срещу Универсидад Католика, 2002 г.
  - в Примера Б: 6:1 срещу Депортес Арика, 2000 г.
- Най-много голове: Серхио Салгадо – 274